# مارسيل لورنس
مارسيل لورنس (بالفرنسية: Marcel Laurens)‏ ولد بتاريخ 21 يونيو 1952 في بلجيكا، هو دراج بلجيكي سابق.

## روابط خارجية
- مارسيل لورنس على موقع أرشيف الدراجات (الإنجليزية)
- مارسيل لورنس على موقع إحصائيات الدراجات الإحترافية (الإنجليزية)